# 刘林甫
劉林甫（6世纪？—629年），唐朝魏州观城人，兗州刺史刘矜的孙子。
武德初年劉林甫为内史舍人，唐高祖命他专典庶事，以才干著称。与中书令萧瑀等撰定律令，劉林甫著《律议》万余言。武德七年（624年）五月奏上《武德律》十二卷 、《武德式》十四卷、《武德令》三十一卷，以五十三条附新律。武德九年（626年）七月初七，李世民任命中书舍人颜师古、刘林甫为中书侍郎，赐爵乐平县男。贞观初年，再迁吏部侍郎。隋朝选拔官员，每年十一月候选者聚集京城，到次年春天结束，期限过短。刘林甫奏请四季都可选官，根据空缺随时补充。之前，尚书省下文让各州派人赴选，州府及皇帝特使常用赤色文牒直接委任官吏，此时废止。令他们都到京城尚书省候选，聚集有七千余人，刘林甫量才录用，各得其所，当时人十分称赞，比之隋朝高孝基。贞观三年（629年），劉林甫病故，临终上表荐贤，唐太宗甚为哀悼，赐绢二百五十匹。

## 子孙
- 劉祥道
  - 劉齊賢，更名劉景先
  - 劉廣禮
- 劉慶道，祠部郎中
- 劉應道，吏部郎中，其妻李婉顺
  - 劉令植，禮部尚書
    - 劉孺之，京兆少尹
      - 劉從一